# أوستن هنري لايارد
أوستن هنري لايارد (1817 - 1894) (Austen Henry Layard)، كان رحالة ومستكشف وعالم آشوريات وسياسي بريطاني. اشتهر باكتشافه لآثار النمرود ونينوى. قضى طفولته بإيطاليا وتلقى العلوم في بريطانيا وفرنسا وسويسرا. أثناء رحلة له إلى سيلان استحوذت بلاد فارس فبقي فيها ردحا من الزمن ثم انتقل إلى إسطنبول قبل أن يقضي عدة سنوات في الموصل عمل فيها على استكشاف آثار نينوى والنمرود. وأثناء عودته إلى لندن ألف كتبا حول تقاليد وعرف سكان تلك المناطق وخاصة الآشوريين/الكلدان واليزيديون. قام أوستن هنري لايارد باكتشاف لوحة آشور ناصربال الثاني في منتصف القرن التاسع عشر في موقع كالح القديم (المعروف الآن باسم نمرود).

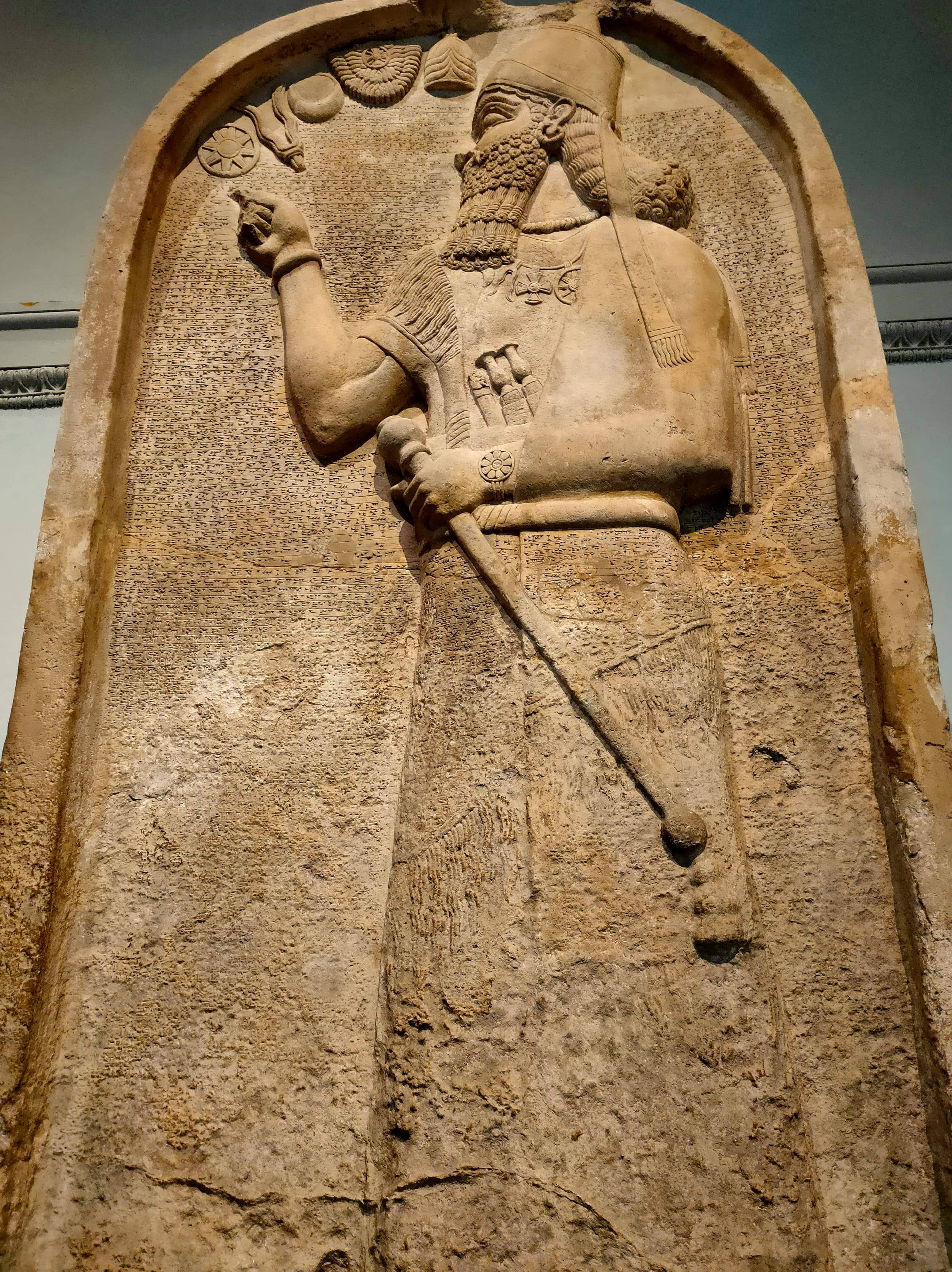
لوحة آشور ناصربال الثاني عبارة عن أثر ضخم من الحجر الجيري أقيم في عهد الملك آشور ناصربال الثاني.

## روابط خارجية
- أوستن هنري لايارد على موقع الموسوعة البريطانية (الإنجليزية)